# Sandra Stals
Sandra Stals, född 5 juni 1975, är en friidrottare från Belgien. Hon deltog vid olympiska sommarspelen 2000.